# Копающие хомячки
Копающие хомячки (лат. Oxymycterus) — род южноамериканских грызунов подсемейства Sigmodontinae семейства хомяковых.

## Описание
Длина тела этих грызунов 9—17 см, хвост от 7 до 15 сантиметров. Масса вида O. rufus 45—125 граммов. Мех красноватый, желтовато-коричневый, тёмно-коричневый или чёрный сверху, снизу светлый. Морда вытянута, хвост относительно короткий.

## Распространение
Обитают в центральной части Южной Америки, от центральной части Перу и Боливии, большая часть Бразилии, север Аргентины. Среда обитания: болота, луга и леса.

## Поведение
Живут в норах, брошенных другими животными, или на поверхности. По крайней мере, один вид O. rufus, дневной. Эти животные питаются в основном насекомыми, кроме того, они едят других беспозвоночных, а иногда и растения. Несколько раз в год самка рождает 1—6 детёнышей.

## Классификация
Род включает 17 видов:
- Аргентинский копающий хомячок (Oxymycterus akodontius)
- Oxymycterus amazonicus
- Угловатый копающий хомячок (Oxymycterus angularis)
- Oxymycterus caparaoe
- Oxymycterus dasytrichus
- Хомячок-лазутчик (Oxymycterus delator)
- Малый копающий хомячок (Oxymycterus hiska)
- Щетинистый хомячок (Oxymycterus hispidus)
- Кочобамбский хомячок (Oxymycterus hucucha)
- Инкский хомячок (Oxymycterus inca)
- Oxymycterus josei
- Длинноносый копающий хомячок (Oxymycterus nasutus)
- Копающий хомячок парамо (Oxymycterus paramensis)
- Oxymycterus quaestor
- Копающий хомячок Роберта (Oxymycterus roberti)
- Рыжий копающий хомячок (Oxymycterus rufus)
- Oxymycterus wayku